# Мосли, Освальд

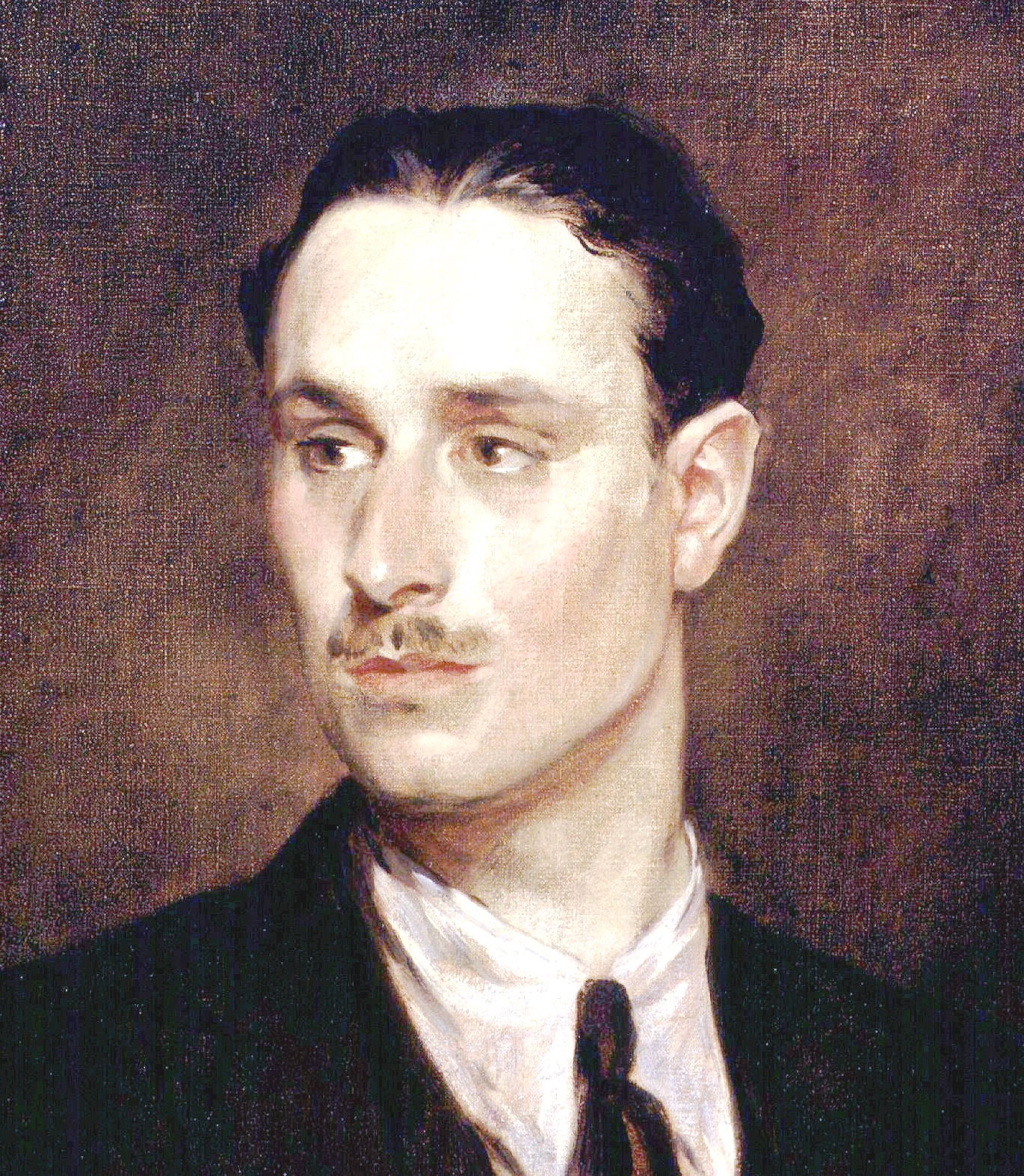
Портрет Освальда Мосли. Глин Уоррен Филпот, 1925 год

Сэр О́свальд Э́рнальд Мо́сли, 6-й баронет (англ. Sir Oswald Ernald Mosley, 6th Baronet; 16 ноября 1896 — 3 декабря 1980) — британский политик, основатель Британского союза фашистов.

## Биография
Родился 16 ноября 1896 года в аристократической семье. К концу XIX века семья Мосли владела землями в графстве Стаффордшир в центральной Англии, а также поместьем Ролстон, где родился Освальд Мосли. В первые годы жизни его воспитанием занималась мать и дед по отцовской линии. На всю жизнь Мосли сохранил теплые отношения с матерью, которая поддерживала многие его политические начинания, в том числе и создание Британского союза фашистов. Образование Мосли получил в привилегированной частной школе Винчестер, а в январе 1914 года в 17-летнем возрасте поступил в известное своими традициями военное училище (в Сандхерсте). В годы учения Мосли увлекался фехтованием и боксом и достиг в этих видах спорта заметных успехов. В 1930-е годы он несколько раз выступал за сборную Великобритании по фехтованию.
Вскоре после начала Первой мировой войны Мосли, получив звание младшего лейтенанта, покинул колледж и в октябре 1914 года вступил в ряды XVI уланского полка, дислоцированного во Франции в составе Британского экспедиционного корпуса. Он был кавалерийским и пехотным офицером, а также служил в Королевских воздушных силах, как летчик-наблюдатель. В начале 1915 года во время тренировочного полёта в результате неудачного приземления Мосли получил серьёзную травму — множественный перелом правой ноги. Вследствие этого, он был вынужден покинуть Западный фронт и долгое время находился на лечении. Осенью 1915 года Мосли вновь попал во Францию в действующую армию, однако вскоре ему пришлось вернуться в Англию для повторной операции ноги и продолжения лечения. После выписки из госпиталя врачи признали Мосли непригодным для несения службы в боевых частях, и до окончания войны он работал в министерствах иностранных дел и вооружений.

### Политическая деятельность
Первая мировая война оказала значительное влияние на формирование взглядов и представлений Мосли. В воспоминаниях он с восхищением писал о военном братстве, отмечал, что в годы войны он осознал необходимость построить «лучшую страну», «создать более благородный мир» в память о погибших боевых товарищах. В немалой степени под воздействием этих настроений Мосли после окончания войны в ноябре 1918 года решил заняться политической деятельностью и на первых послевоенных парламентских выборах выступил как кандидат от консервативной партии. На выборах 14 декабря 1918 года Мосли удалось победить, и в 22 года он стал самым молодым в это время парламентарием.
Бывший офицер был одним из руководителей основанного после выборов парламентского Комитета новых членов. Он состоял в основном из ветеранов войны, которые, по словам Мосли, стремились выполнить предвыборные обещания и осуществить «передовую политику социальных реформ, выдвинутую Ллойд Джорджем». Однако уже вскоре после начала работы в палате общин Мосли пришёл к выводу, что представители старшего поколения не могут понять молодых людей, прошедших войну, и надежды «военного поколения» на построение «лучшего мира» вряд ли получат воплощение в реальности. Во время осенней сессии парламента 1920 года Мосли перешёл в палате общин на скамью оппозиции. В 1921 и 1923 годах он дважды побеждал на выборах в парламент, выступая как независимый консерватор.

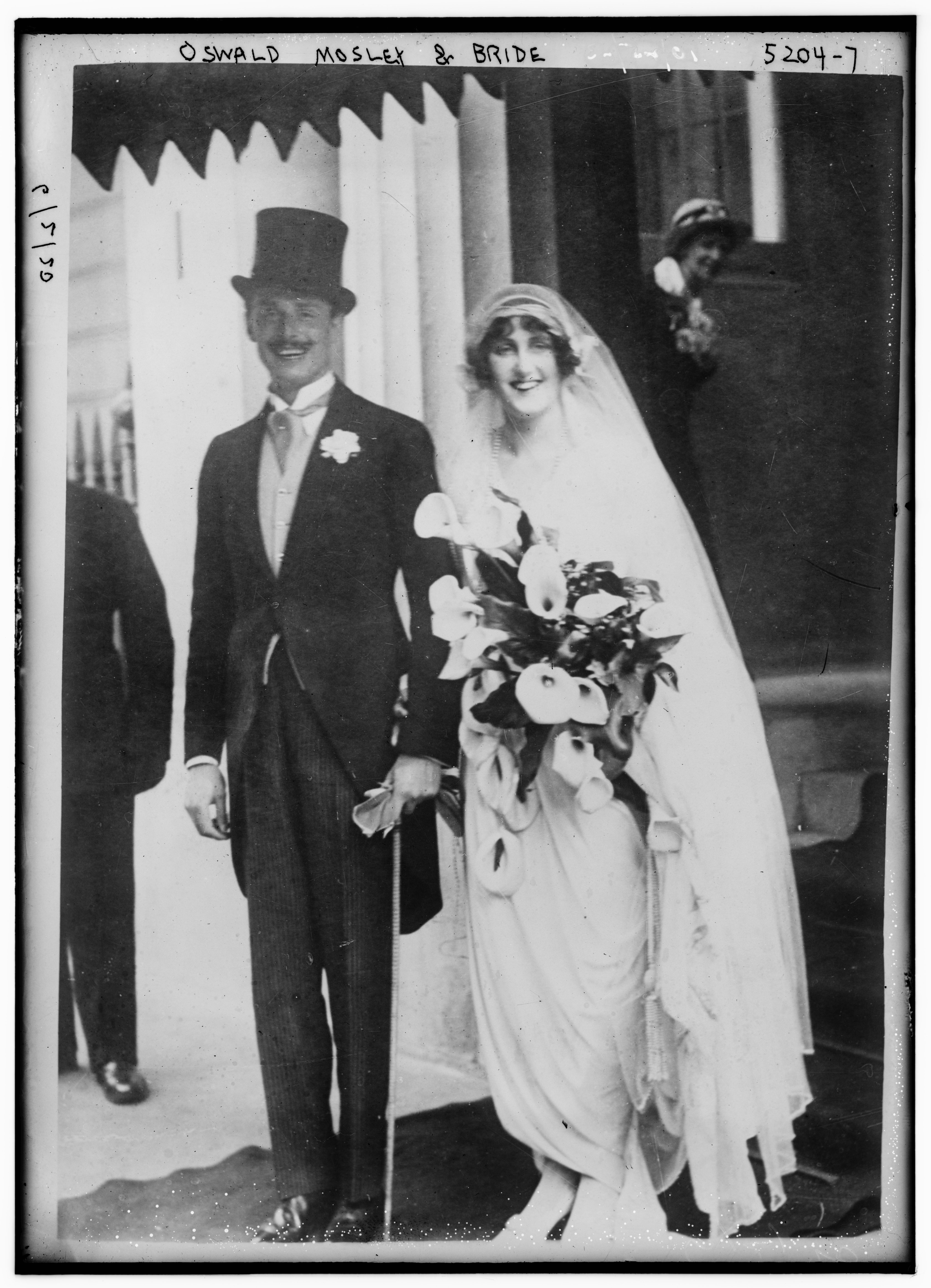
Освальд Мосли и леди Синтия Керзон в день свадьбы, 11 мая 1920 года.

Начало 1920-х годов ознаменовалось для Мосли не только изменением его положения на политической арене, но и в личной жизни. Весной 1920 года он женился на младшей дочери лорда Керзона, исполнявшего тогда обязанности министра иностранных дел, а ранее занимавшего пост вице-короля Индии (1899—1905). На церемонии бракосочетания Освальда Мосли и Синтии Керзон, состоявшейся 11 мая 1920 года, присутствовало несколько сотен гостей и среди них британский король Георг V с королевой Мэри, бельгийский король Альберт I с королевой Елизаветой, лидер консерваторов Эндрю Бонар Лоу и многие другие представители британского истеблишмента. Семейная жизнь Мосли сложилась удачно, взаимоотношения между супругами на протяжении всей их совместной жизни (до смерти Синтии в 1933 году от перитонита) оставались ровными и дружескими. Синтия оказывала поддержку мужу в большинстве его политических начинаний. В 1921 году у них родилась дочь Вивьен, а через два года сын Николас, который впоследствии (в середине 80-х годов) написал книгу об отце.
В марте 1924 года Мосли перешёл в Лейбористскую партию Великобритании. Это решение стало следствием его разочарования в способности консерваторов создать страну «достойную героев» и было вызвано неудовлетворённостью своим положением «заднескамеечника». Кроме этого, после формирования в январе 1924 года первого лейбористского правительства Мосли осознал, что эта партия реально может привести его в высшие эшелоны власти. В ходе выборов, состоявшихся в конце октября 1925 года, Мосли не прошёл в парламент, уступив лишь незначительное число голосов видному деятелю консервативной партии, будущему премьер-министру Невиллу Чемберлену. В 1924—1926 годах, оказавшись вне стен парламента, Мосли посетил ряд стран, в том числе США.
Вскоре после перехода к лейбористам Мосли смог стать заметной фигурой в новой партии. Организаторские способности и ораторский талант, а также хорошие манеры и аристократическое происхождение позволили Мосли сблизиться с лидером лейбористов Рамсеем Макдональдом и сделать быструю карьеру в Лейбористской партии. В 1926 году он принял участие в дополнительных парламентских выборах. Мосли смог опередить своих политических оппонентов и стал одним из представителей Лейбористской партии в палате общин. В 1928 году после смерти отца он унаследовал титул баронета. В 1929 году лейбористы победили на всеобщих выборах и сформировали кабинет министров.
Мосли, вновь ставший парламентарием, вошёл в состав второго лейбористского правительства и получил в нём пост младшего министра — канцлера герцогства Ланкастерского, в чьи обязанности входило помогать министру, отвечавшему за состояние занятости в стране, решать проблему безработицы.

### Британский союз фашистов

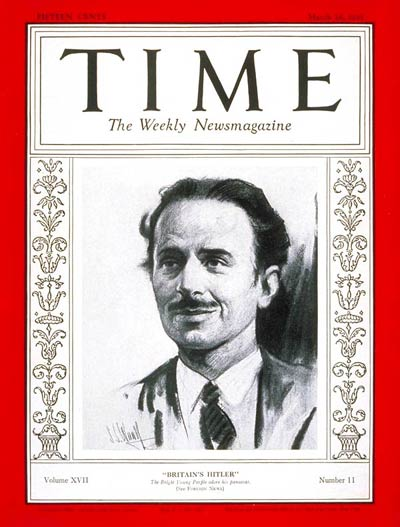
Мосли на обложке Time в 1931 году.

Вопрос занятости населения в конце 1920-х — начале 1930-х годов стоял очень остро. В двадцатые годы число безработных Великобритании составляло не меньше миллиона. В начале 1930 года их число выросло до 1,520 млн, к концу года — до 1,991 млн.
Став членом правительства, Мосли в январе 1930 года выдвинул ряд предложений для решения проблемы безработицы. Центральный пункт программы — государственные средства для создания новых рабочих мест. Однако программа не нашла поддержки у руководителей Лейбористской партии. Она казалась сомнительный с финансовой точки зрения, особенно в той её части, что предусматривала выделение 100 млн фунтов стерлингов на строительство дорог в стране.
Мосли не согласился с позицией лейбористских лидеров и в конце мая 1930 года демонстративно вышел из состава правительства. В октябре 1930 года в ходе работы лейбористской партийной конференции он критикует политический курс Р. Макдональда, но поддержки участников форума не получает.
В конце 1930 года Мосли продолжает настаивать: государству необходимо активнее вмешиваться, дабы решать социально-экономические проблемы в стране. Он предложил ввести госконтроль за внешними закупками сырья и продовольствия и фактически изолировать внутренний рынок Великобритании от воздействия извне. Реализовать проект Мосли предстояло кабинету из пяти министров без портфеля, наделённых широкими полномочиями и фактически независимых от парламента. Этот так называемый Манифест Мосли не одобрили большинство лейбористов.
Мосли разочаровался в традиционных партиях. Социально-экономическая ситуация в стране продолжала ухудшаться, а лейбористское правительство не могло решить острые проблемы. В начале марта 1931 года он покидает лейбористов и создаёт политическое объединение «Новая партия», в программе которого развивает идеи Манифеста Мосли.
В брошюре «Национальная политика» заметно стремление основателя Новой партии ограничить демократию в стране, расширить права и полномочия исполнительной власти. И используя социальную риторику, опереться на широкие слои населения.
В октябре 1931 года 24 кандидата от Новой партии потерпели поражение в ходе всеобщих парламентских выборов. Мосли окончательно разочаровался в парламентаризме. Он обращается к опыту итальянских фашистов.

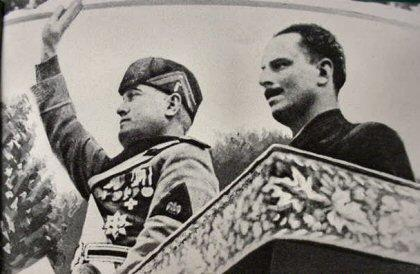
Бенито Муссолини (слева) с Освальдом Мосли (справа) во время визита Мосли в Италию в 1936 году.

В январе 1932 года он встречался с Муссолини в Италии и окончательно решил организовать фашистское объединение. В октябре 1932 года Мосли заявил о создании Британского союза фашистов (БСФ).
Основная мысль — ограничить власть парламента и фактически установить в стране диктатуру. Британские фашисты активно использовали социальную риторику, националистическую и антикоммунистическую пропаганду. Они организовали штурмовые отряды, которые избивали политических оппонентов на митингах. С осени 1934 года фашисты Мосли начали проводить антисемитскую кампанию, а в конце 1930-х годов поддержали агрессивные устремления Гитлера в континентальной Европе.

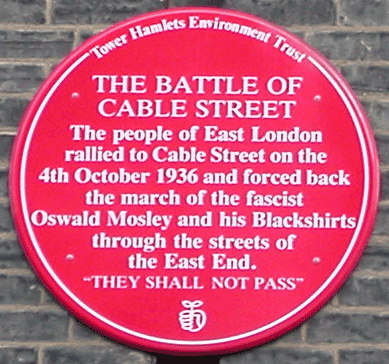
Мемориальная доска в память о битве на Кейбл-стрит

В октябре 1936 года фашисты попытались пройти маршем через район с высокой долей еврейского населения. Насилие, теперь называемое «Битвой на Кейбл-стрит», возникло между протестующими, пытавшимися заблокировать марш, и полицией, пытавшейся протолкнуть его. Сэр Филип Гейм, комиссар полиции, остановил марш, и БСФ отказался от него.
Осенью 1936 года Мосли посетил Германию, где женился на Диане Гиннесс (в девичестве Митфорд). Она происходила из старого английского аристократического рода, её родителями были лорд и леди Редесдейл. Одна из шести сестёр Дианы — Юнити — убеждённая сторонница нацистов, не раз посещала Германию, где близко познакомилась с Гитлером. На свадьбе Мосли в доме Геббельса присутствовал Адольф Гитлер, подаривший молодожёнам своё фото в серебряной раме.
Первые месяцы Второй мировой войны Мосли и руководимый им Союз продолжал деятельность. Однако после прихода к власти Уинстона Черчилля руководство страны решило положить конец политической активности БСФ. В мае-июне 1940 года Освальд Мосли вместе с большинством руководителей БСФ был арестован, а в июле вся фашистская организация была объявлена вне закона.
МИ-5 вела негласное наблюдение за Мосли, в том числе через подслушивающие устройства. Власти терпели агитацию Мосли  до битвы за Францию. Мосли был задержан 23 мая 1940 года, менее чем через две недели после того, как Уинстон Черчилль стал премьер-министром. Лорд Биркетт допрашивал Мосли в течение 16 часов, но так и не предъявил официального обвинения. Вместо этого он был интернирован в соответствии с Постановлением Министерства обороны 18B. Большинство других активных фашистов в Великобритании постигла та же участь, что привело к практическому удалению  Союза фашистов с политической сцены Великобритании. Жена Мосли, Диана, также была интернирована в июне вскоре после рождения их сына (Макса Мосли); Большую часть войны Мосли жили вместе в доме на территории тюрьмы Холлоуэй. Позже в том же году Союз фашистов был запрещен британским правительством. Там Мосли имел возможность много читать, он изучал немецкий язык и историю древней Греции. Заключению была подвергнута также жена Мосли, Диана. Она была арестована в конце июля 1940 года, когда её второму сыну — Максу (будущему президенту ФИА), рождённому в браке с Мосли, исполнилось 11 недель (первый сын Александр родился в 1938 году). После полутора лет раздельного содержания супругам Мосли было разрешено совместное проживание в одном из помещений тюрьмы Холловэй. В течение последних двух лет они имели возможность встречаться в тюрьме с друзьями, им было разрешено самостоятельно готовить еду. Несмотря на мягкий режим заключения, в тюрьме у Мосли обострилась старая болезнь вен. Вследствие этого, по рекомендации врачей и в результате ходатайства влиятельных друзей, в ноябре 1943 года бывший вождь БСФ был по состоянию здоровья освобождён из заключения.

### Послевоенная деятельность
После Второй мировой войны Мосли вернулся к активной политической деятельности. 7 февраля 1947 года он основал Юнионистское движение (англ. Union Movement), куда вошли более 50 небольших крайне правых организаций и групп. В послевоенные годы Мосли активно отстаивал идею объединения западноевропейских стран. Мосли полагал, что это необходимо для противодействия агрессивным устремлениям СССР в Европе. Лидер Юнионистского движения выступал за наращивание военной мощи Великобритании и единой Европы. Последняя в представлении Мосли должна была быть вооружена до уровня США и СССР. Мосли предлагал сформировать общеевропейское правительство для решения международных проблем, вопросов обороны, экономической политики, финансов и национального развития. Он считал, что подобный наднациональный орган позволит избежать экономических кризисов и безработицы и будет регулировать цены и заработную плату, что позволит повысить уровень жизни европейцев. В качестве необходимого условия процветания единой Европы Мосли считал необходимым придать ей треть Африки, которая должна была стать аграрно-сырьевым придатком Европы. Основатель Юнионистского движения также выступал за сохранение британской колониальной империи. Отмеченные планы объединения Европы Мосли пропагандировал на страницах издаваемого им с 1953 по 1959 год журнала «Европеец» («European») и в западногерманском журнале «Нация Европа» («Nation Europa»). Для решения внутриполитических проблем Великобритании Мосли предлагал репатриировать из страны всех иммигрантов.
Он также выражал несогласие с результатами Нюрнбергского трибунала над нацистскими преступниками. Также Мосли был одним из первых отрицателей Холокоста в Великобритании. Реакция Мосли на Холокост заключалась в том, чтобы сначала отрицать программу уничтожения нацистов и наличие приказов Гитлера о геноциде, а затем возложить вину за любые совершенные преступления на союзников или самих евреев.
Отстаивая подобные идеи, Мосли в 1959 году впервые после окончания Второй мировой войны принял участие во всеобщих выборах в парламент. Британские избиратели не поддержали его взгляды, и Мосли не удалось стать членом палаты общин. Впоследствии, в начале 1960-х годов он попытался создать Национальную партию Европы, которая должна была объединить ведущие крайне правые организации западноевропейских стран. Однако данное начинание Мосли не получило развития. В результате этого Мосли после 1962 года отошёл от активной политической деятельности. Он в основном жил во Франции, где умер 3 декабря 1980 года в возрасте 84 лет.
Написал автобиографическую книгу «Моя жизнь».

## Сочинения
- The Blackshirt Policy. — n.d.
- Fascism: 100 Questions Asked and Answered. — L., 1936.
- Fascism in Britain. — n.d.
- The Greater Britain. — L., 1932.
- A National Policy. — L., 1931.
- Revolution by Reason. — L., 1925.
- Tomorrow We Live. — L., 1938.
- My Answer. — L., 1947.
- My Life. — L.: Arlington House[англ.], 1968. ISBN 978-0-87000-160-4.

## Образ в культуре
Личность Мосли и деятельность созданного им в 1930-е годы Британского союза фашистов вызывают у британцев в последние два десятилетия постоянный интерес. В Великобритании регулярно выходят книги и снимаются телевизионные фильмы, посвящённые «главному» фашисту Британии. В 1998 году на четвёртом канале британского телевидения вышел четырёхсерийный фильм «Мосли», консультантом которого был сын бывшего лидера британских фашистов Николас Мосли. В лондонском Имперском военном музее в разделе, рассказывающем о жизни страны в 1930-е годы, создана экспозиция о деятельности фашистов Мосли, а в одном из залов Национальной портретной галереи экспонируется портрет основателя БСФ. Кроме этого, в Лондоне существует небольшая общественная организация «Друзья Освальда Мосли», представители которой (в большинстве своем бывшие соратники и последователи вождя фашистского Союза) стремятся популяризировать личность Мосли среди британцев. С середины 1980-х годов они издавали информационный листок «Комрад», где пытались оправдать политику, проводившуюся О. Мосли, и со своих позиций объяснить действия фашистского Союза в 1930-е годы.

### Фильмы
- В 1998 году был снят мини-сериал «Мосли», роль исполнил Джонатан Кейк.
- Кристофер Джон Сэнсом. Доминион (2012)
- В 2019 году вышел 5 сезон сериала «Острые козырьки», в котором одним из главных антагонистов представляется Освальд Мосли, роль которого исполнил Сэм Клафлин.
- В 10 серии 8 сезона телесериала «Отец Браун» главные герои обнаруживают тайную комнату с портретом Мосли и экземпляром его книги «Величайшая Британия».